# سینایت
سینایت، به‌طور رسمی شهرداری سینایت (ایلوکویی: Ili ti Sinait ; فیلیپینی: Bayan ng Sinait)، یک شهرداری درجه ۳ در استان ایلوکوس سور، فیلیپین است. بر اساس سرشماری سال ۲۰۲۰، جمعیت آن ۲۵۹۹۸ نفر است.
این شمالی‌ترین شهرداری استان است و ۳۶ کیلومتر (۲۲ مایل) از مرکز استان، ویگان، ۴۶ کیلومتر (۲۹ مایل) از Laoag، و ۴۴۱ کیلومتر (۲۷۴ مایل) از مانیل فاصله دارد.